# 366年
| 千纪： | 1千纪                                                                                           |
| 世纪： | 3世纪 \| 4世纪 \| 5世纪                                                                         |
| 年代： | 330年代 \| 340年代 \| 350年代 \| 360年代 \| 370年代 \| 380年代 \| 390年代                       |
| 年份： | 361年 \| 362年 \| 363年 \| 364年 \| 365年 \| 366年 \| 367年 \| 368年 \| 369年 \| 370年 \| 371年 |
| 纪年： | 丙寅年（虎年）；东晋太和元年；前凉升平十年；代国建国二十九年；前秦建元二年；前燕建熙七年        |

## 大事记
- 中國
  - 前秦建元二年，高僧樂僔於莫高窟鑿窟一所，其後法良禪師續鑿一窟，因此開創莫高窟營建歷史。
  - 前燕將領慕容厲進攻兗州，攻陷魯郡、高平郡等數個郡，晉明帝皇后庾文君的侄兒庾希被指不能救援各郡而於翌年被免官。
- 1月2日——日耳曼一個部落同盟阿拉曼人越過冰封的萊茵河，入侵羅馬帝國。